# Penya de Migdia
Penya de Migdia är en bergstopp i Spanien.   Den ligger i regionen Balearerna, i den östra delen av landet, 600 km öster om huvudstaden Madrid. Toppen på Penya de Migdia är 1 356 meter över havet. Penya de Migdia ligger på ön Mallorca.
Terrängen runt Penya de Migdia är huvudsakligen kuperad, men åt sydväst är den bergig. Havet är nära Penya de Migdia åt nordväst.Runt Penya de Migdia är det ganska tätbefolkat, med 214 invånare per kvadratkilometer. Närmaste större samhälle är Sóller, 6,8 km sydväst om Penya de Migdia. 